# Констанца Ферро
Констанца Ферро (італ. Costanza Ferro, 5 липня 1993) — італійська синхронна плавчиня.
Учасниця Олімпійських Ігор 2016, 2020 років.
Призерка Чемпіонату світу з водних видів спорту 2019 року.
Призерка Чемпіонату Європи з водних видів спорту 2018 року.